# Freddy Winsth
Freddy Winsth, né le 15 juillet 1990 à Värnamo en Suède, est un footballeur suédois qui évolue au poste d'arrière droit à l'IFK Värnamo.

## Biographie

### En club
Né à Värnamo en Suède, Freddy Winsth commence le football avec le club local de l'IFK Värnamo, où il fait toute sa formation. Il commence sa carrière avec ce club, découvrant la troisième division suédoise en 2008.
Il découvre la Superettan, la deuxième division suédoise, le 17 avril 2011, lors de la deuxième journée de la saison 2011, face au Ljungskile SK. Il entre en jeu à la place de Jonathan Ring et son équipe est battue par deux buts à zéro ce jour-là. Le 19 mai 2011 il marque son premier but dans la compétition, face au Åtvidabergs FF. Malgré son but, il ne peut empêcher la défaite des siens (5-2 score final).
Winsth devient le capitaine de l'IFK Värnamo et le 22 décembre 2019 il prolonge son contrat avec le club.
Il participe à la montée historique de l'IFK Värnamo, qui accède pour la première fois de son histoire à la première division en étant sacré champion de Superettan lors de la saison 2021,.
Winsth découvre ainsi l'Allsvenskan, la première division suédoise, jouant son premier match dans cette compétition le 21 avril 2022, lors de la quatrième journée de la saison 2022 face au Malmö FF. Il entre en jeu à la place de Victor Larsson et les deux équipes se neutralisent (0-0 score final). Il n'a pas pu faire ses débuts en Allsvenskan plus tôt en raison d'une blessure qui l'a privé des premiers matchs de la saison.

## Palmarès
IFK Värnamo
- Superettan (1) :
  - Champion : 2021.